# Benzoilurees

Estructura química del diflubenzuron, un dels insecticides benzoilurees

Les benzoilurees són compostos químics amb la fórmula C₈H₈N₂O₂. Són derivats de N-benzoil-N′-fenilurea.
Són més coneguts pel seu ús com insecticida o acaricides. Inhibeixen la síntesi de la quitina en el cos de l'insecte després que el producte químic s'hagi ingerit, actuant com reguladors del creixement dels insectes.
Hi ha diversos compostos en aquesta categoria, entre ells: flucicloxuron, flufenoxuron, hexaflumuron, lufenuron, novaluron,
noviflumuron, teflubenzuron, triflumuron, diflubenzuron i clorfluazuron. El Lufenuron és el compost actiu en el control de les puces dels animals domèstics com són els gats i els gossos.

## Toxicitat ambiental
En la fumigació amb aquests tipus d'insectes l'efecte és d'ampli espectre i també actuen contra els insectes beneficiosos i pol·linitzadors com les abelles. A més també afecten els depredadors naturals.
La benzoilurea flufenoxuron (els noms comercials inclouen Cascade i Tenopa, ambdós fabricats per l'empresa BASF) va ser prohibit a tota la Unió Europea l'any 2011 en particular degut al seu elevat potencial de bioacumulació a la cadena alimentària i d'alt risc per al organismes aquàtics.